# البرکه
البرکه (به عربی: البركة) شرکت خدمات مالی و بانکداری بحرینی است، که تمرکز اصلی آن بر ارائه خدمات بانکداری خرد، بانکداری اسلامی، بانکداری شرکتی، بانکداری سرمایه‌گذاری و مدیریت سرمایه‌گذاری است.
بانک البرکه در سال ۱۹۷۸ راه‌اندازی شد و هم‌اکنون مالک شبکه‌ای از ۴۷۹ شعبه بانکداری در کشورهای بحرین، ترکیه، اردن، اندونزی، پاکستان، تونس، الجزایر، آفریقای جنوبی، سودان، سوریه، لبنان و مصر می‌باشد.
شعبه مرکزی این بانک در شهر منامه، بحرین قرار دارد و سهام آن در بازار بورس بحرین و نزدک دوبی معامله می‌شود. گروه البرکه مالک بانک الباراکا ترک می‌باشد، که یکی از بزرگترین بانک‌های ترکیه بشمار می‌آید. اکثریت سهام بانک البرکه متعلق به گروه دله البرکه می‌باشد و صالح عبدالله کامل مالکیت هر دو بانک را در اختیار دارد.